# Iolana powelli
Iolana powelli är en fjärilsart som beskrevs av Charles Oberthür 1911. Iolana powelli ingår i släktet Iolana och familjen juvelvingar. Inga underarter finns listade i Catalogue of Life.